# رامین احمدوف
رامین احمدوف (ترکی آذربایجانی: Ramin Əhmədov؛ زادهٔ ۱ ژوئن ۲۰۰۱) بازیکن فوتبال است.
وی همچنین در تیم ملی فوتبال زیر ۲۱ سال جمهوری آذربایجان بازی کرده‌است.